# Damon Wayans
Damon Kyle Wayans (født 4. september 1960) er en amerikansk stand-up-komiker, manuskriptforfatter og skuespiller, kendt som en af de populære Wayans-brødre. Han er mest kendt for sine roller i filmene The Last Boy Scout, Major Payne og Blankman.

## Tidlige liv
Wayans blev født i New York City i New York, søn af Elvira, en hjemgående og socialarbejder, og Howell Wayans, bestyrer af et supermarked. Hans familie var involveret i Jehovas Vidner religionen. Han har fem søstre, Elvira, Vonnie, Nadia, Kim, Diedre, og fire brødre, skuespillerne Marlon Wayans, Keenen Ivory Wayans, Shawn Wayans, og Dwayne Wayans. Han havde en klumpfod som barn. Denne særlighed blev givet til hans karakter i My Wife & Kids og han karakter i tegnefilmserien Waynehead. Wayans gik på Murry Bergtraum High School. !
Damon startede med at lave stand-up comedy i 1982. Hans første filmoptræden var en hurtig cameooptræden som en hotel-ansat i Eddie Murphyfilmen Beverly Hills Cop fra 1984. Han var kort på Saturday Night Live som optræder, før han blev fyret for at spillet en festlig homoseksuel betjent i stedet for at have spillet rollen som en heteroseksuel betjent. I SNL bogen Live From New York, stod der at Wayans gjorde dette mest på grund af voksende frustrationer over at hans sketcher ikke blev overvejet til at være med i programmet og det gav ham stress. Han havde også en optræden i Tv-serien Solid Gold i 1980'erne som en stand-up-komiker. Efter det, begyndte han at medvirke Tv-showet In Living Color fra 1990 til 1992, og blev del af et hold, der blev nomineret til Emmy Awards alle tre år.
Efter In Living Color, medvirkede han i film som The Last Boy Scout (med Bruce Willis), Major Payne og The Great White Hype og skrev og medvirkede i superhelt-parodi-filmen Blankman. I 1996, producerede han Waynehead, en tegnefilm for WB, løst baseret på sin egen barndom, der omhandler opvæksten af en fattig dreng med en klump fod i en stor familie. Programmet varede kun 1 sæson, på grund af dårlige anmeldelser. Fra 1997 til 1998, var han producent på 413 Hope St., et kortvarigt drama på FOX network med Richard Roundtree og Jesse L. Martin i hovedrollerne.
Wayans optrådte i Janet Jacksons musikvideo "The Best Things in Life Are Free" og var overvejet til at spille rollen som Gækkeren (The Riddler, i Batman Forever – rollen gik til Jim Carrey). Han var vært på BET Awards 2006, der blev afholdt i Shrine Auditorium i Los Angeles, i Californien den 27. juni 2006.

## Filmografi
| År        | Titel                          | Rolle                                |
| --------- | ------------------------------ | ------------------------------------ |
| 1984      | Beverly Hills Cop              | Banana Man                           |
| 1985-1986 | Saturday Night Live (TV-Serie) | Adskillige roller                    |
| 1986      | Triplecross (TV)               | Ornery Character #1                  |
| 1987      | Hollywood Shuffle              | Body Guard #2/Willie                 |
| 1987      | Roxanne                        | Jerry                                |
| 1987      | A Different World (TV-Serie)   | Marvin Haven                         |
| 1988      | Colors                         | T-Bone                               |
| 1988      | Earth Girls Are Easy           | Zeebo                                |
| 1988      | Punchline                      | Percy                                |
| 1988      | I'm Gonna Git You Sucka        | Leonard                              |
| 1990      | Look Who's Talking Too         | Eddie (stemme)                       |
| 1990-1992 | In Living Color (TV-Serie)     | Adskillige roller                    |
| 1991      | The Last Boy Scout             | James Alexander 'Jimmy/Jim' Dix      |
| 1992      | Mo' Money                      | Johnny Stewart                       |
| 1993      | Last Action Hero               | Himself                              |
| 1994      | Blankman                       | Darryl Walker                        |
| 1995      | Major Payne                    | Maj. Benson Payne (Hovedrolle)       |
| 1996      | Celtic Pride                   | Lewis Scott                          |
| 1996      | The Great White Hype           | James 'The Grim Reaper' Roper        |
| 1996      | Bulletproof                    | Rock Keats/Jack Carter               |
| 1998      | Damon (TV-Serie)               | Damon Thomas                         |
| 1999      | Harlem Aria                    | Wes                                  |
| 1999      | Goosed                         | Dr. Steven Hemel                     |
| 2000      | Bamboozled                     | Pierre Delacroix                     |
| 2001-2005 | My Wife and Kids (TV Serie)    | Michael Kyle                         |
| 2003      | Marci X                        | Dr. S                                |
| 2004      | Behind the Smile               | Charlie Richman                      |
| 2006      | Farce of the Penguins (V)      | Hey, that's my ass! Penguin (stemme) |
| 2006      | The Underground (TV-Serie)     | Adskillige roller                    |
| 2008      | Never Better (TV-Serie)        | Keith                                |

## Vært på
- Golden Satellite Award (2003, 2005)
- BET Comedy Award (2005)
- Emmy (1990, 1991, 1992)
- Image Award (2002, 2003, 2004, 2005)
- MTV Award (1992)

## Fodnoter
1. ↑  Navnet er anført på svensk og stammer fra Wikidata hvor navnet endnu ikke findes på dansk.
2. ↑  Navnet er anført på engelsk og stammer fra Wikidata hvor navnet endnu ikke findes på dansk.
3. ↑  Shawn Wayans Biography (1971-)
4. ↑  "Marlon Wayans – TIME". Arkiveret fra originalen 4. november 2007. Hentet 28. april 2009.
5. ↑  The Movie Chicks – Interview – Marlon Wayans
6. ↑  Damon Wayans Biography – Yahoo! Movies